# Luís Carlos Fernando Portela
Luís Carlos Fernando Portela (Setúbal, 28 de Janeiro de 1988) é um futebolista português que joga pertence ao Vitória de Setúbal.